# 佩利維爾站
佩利維爾站（英語：Perryville station）位於美國馬里蘭州的佩利維爾，有馬里蘭區域通勤鐵路賓州線的列車停靠。本站雖然位於美鐵的東北走廊上，但並無美鐵的列車停靠。曾有一班東北區域號停靠本站讓持馬里蘭區域通勤鐵路車票的乘客上車。 本站是賓州線營運的北終點站。

## 歷史
佩利維爾站最出在1905年由費城、威爾明頓與巴爾的摩鐵路興建，後由費城、巴爾的摩與華盛頓鐵路承繼。美鐵在1971年接手客運服務後本站關閉，但幾年後又開始營運停靠行駛於費城與華盛頓之間的切薩比克號列車，直至本路線改由馬里蘭區域通勤鐵路行駛為止。1992年本站整修恢復原有樣貌。本站附近有美鐵的維修基地。站內也有佩利維爾鐵道博物館，於周日下午開放，內有模型火車展示以及佩利維爾的鐵道史展覽。

## 外部連結
- 维基共享资源上的相關多媒體資源：佩利維爾站
- Image from Maryland Route 7 (AARoads.com) （页面存档备份，存于）
- Perryville Station and vicinity (RailPictures.net) （页面存档备份，存于）
- Perryville Official Site, with slight info on Perryville Railroad Station & Museum)